# Miguel Ángel Arenas "Capi"
Miguel Ángel López Gómez (Madrid, 21 de septiembre de 1957), más conocido como Miguel Ángel Arenas "Capi" es un productor musical y artista plástico español.
Fue un cazatalentos de la compañía discográfica Hispavox fichó a grupos relacionados con la subcultura surgida de la movida madrileña. Posteriormente consagró su carrera con artistas como Pecos, Mecano o Alejandro Sanz. Con este último consiguió el Premio de la Música por "Mejor producción del año" por el álbum Más.

## Biografía

### Inicios
Hijo de un artista imaginero, comenzó su interés por el arte desde niño. Cursó artes publicitarias en la Escuela de Artes y Oficios de Madrid y a los dieciséis años conoce al locutor y disc-jockey Vicente "Mariscal" Romero quien traía a grupos ingleses a la capital madrileña. Junto a él colabora como relaciones públicas para atraer a jóvenes a los conciertos que programaban en la discoteca M&M.
Durante esa misma época entabla amistad con Fabio McNamara que interpretaba la obra teatral el protagónico de El flautista de Hamelín en el club parroquial de la Ciudad Pegaso. Juntos se convierten en una pareja de artistas divertidos y ponen de moda locales de ocio como el Alex, O'clock, La Bobia y el M&M donde ejercía como pinchadiscos el mánager y descubridor de artistas Paco Martín. 
Un año más tarde comienza como discípulo del escultor Luis Sanguino conocido por sus obras en el Valle de los Caídos o en el homenaje a los inmigrantes en el parque Battery Park de Nueva York. En el estudio del escultor conoce a personalidades como los hermanos Garrigues Walker, Gil Robles, Emilio Romero, Francisco Umbral, el Marques de Mondejar o Antonio Olano.

### Carrera

#### Años 1970
Bajo el sello Chapa, que dirigía Vicente Romero "Mariscal", lanza el primer trabajo del grupo Tequila. A continuación crea, junto a Emiliano Hernando Viejo como socio capitalista, una compañía llamada Herbi. Dicha compañía comenzó proyectos como la película sobre el Marques de Sade Conversaciones en el buduar cuya protagonista iba a ser Rosa de Alba, actriz procedente del Cine de destape.
Continuó manteniendo contacto con los disc-jockeys de la radio Joaquín Luqui, Pepe Fernández y Pepe Cañaveras. El productor comienza el lanzamiento de cantantes como Los Quillos con un sencillo llamado «Que va, que va, que va» basado en los sintetizadores de Encuentros en la tercera fase. También en ese momento lanza a los Pecos y, tras mantener conversaciones con Adolfo Suárez, el productor sugiere que el dueto aparezca en portadas de revistas: Triunfo, Cambio 16 y Dinero como ídolos del pueblo. Con esta promoción recibe 4 discos de platino por el sencillo «Esperanzas». Salvador Dalí y su mujer Gala quisieron conocerlos e invitaron al productor y a los jóvenes cantantes al teatro para ver una obra teatral de Antonio Olano titulada Cara al sol con la chaqueta nueva. A partir de aquí se le abren las puertas a CBS conociendo a Tomás Muñoz.

"En los setenta salíamos del folclorismo y de un tipo de artista oscuro y reivindicativo. En Los Pecos vi el reflejo de una realidad: chico cuenta su vida con una guitarra; canciones sobre su familia, su novia, su pandilla... Nadie daba un duro por Los Pecos porque en la Transición lo único que importaba culturalmente era el Partido Comunista no los 'millennials'. El mundo meloso y pueril de la adolescencia no estaba bien atendido. Encima, en el caso de Los Pecos, lo romántico no lo cantaba un señorito, sino unos niños de barrio."
Miguel Ángel Arenas (2016) 

Su trayectoria se ve frenada por la obligación de asistir al servicio militar obligatorio. Durante su estancia el comandante del CIR 1 de Colmenar Viejo le encarga una escultura de cuatro metros que conmemore la exaltación del espíritu heroico. Bajo el lema "el espíritu heroico es más brillante que el más noble de los metales" consigue una buena partida económica. Sin embargo se le hizo muy complicado hacerse al ritmo del ejército y finalmente lo trasladaron a un psiquiátrico militar. Situado ya en un entorno algo más tranquilo recibe las visitas de Alfredo Mañas, guionista nominado al Óscar por Tarantos, con quien estaba preparando un guion cinematográfico para Los Pecos llamado Concierto para adolescentes. Estos proyectos se frustraron cuando el socio capitalista fue detenido por la policía y encarcelado quedando la productora sin finanzas.
Tras esta etapa conoce en casa de Luis Sanguino a las Costus, con quien funda la casa convento en la Calle de La Palma e iniciando el movimiento cultural del Chochonismo Ilustrado, (comparado con The Factory de Andy Warhol) al que se incorporan Alaska, Pedro Almodóvar, Radio Futura, Zombies con Bernardo Bonezzi, Guillermo Pérez Villalta o Tino Casal. Se traslada a Barcelona para ampliar sus actividades hacia la labor editorial contactando con Ediciones Amaika creadora, entre otras, de revistas como El Papus, Papillón o Party. Se incorpora a la redacción de la revista Pachapop, dedicada al fenómeno fan, y plantea un concurso musical llamado "¿Quieres ser una estrella?" recibiendo más de dieciocho mil maquetas resultando ganadores un grupo de chicos y chicas llamado Goma de Mascar. Concluye esta etapa catalana con la redacción de un cuento que escribe para Pachapop junto a Costus y que titulan Poto y Lala; metafóricamente el título era una mención a la vida de dichos pintores pues Poto era como Enrique Naya llamaba a Juan Carrero y Lala era la perra de raza afgana que convivía con ellos.

#### Años 1980
A finales de 1979 regresa a Madrid. Tras sus éxitos en Barcelona es contratado como "cazatalentos" de la compañía Hispavox. Ahí hace una labor de captación de artistas; entre ellos están Radio Futura y Alaska y los Pegamoides. Con estos últimos coproduce su primer disco, titulado Grandes Éxitos, donde se encuentra su primer gran éxito «Bailando».
Así va ganando terreno la incipiente Movida madrileña pero el productor consigue su segundo gran descubrimiento con Mecano. Ese éxito atrae el interés de la multinacional CBS nombrándolo cazatalentos y encargándose de la labor de impulso del flamenco en los ochenta, produciendo a Paco de Lucía en el álbum dedicado a Federico García Lorca Poeta en Nueva York, y a Tijeritas. Colabora estrechamente con todos los artistas de la compañía discográfica, formando junto a Pedro Vidal un grupo llamado Vicio Latino, consiguiendo un gran éxito con el tema «¿Sabes que hora es?». Continuado una línea más experimental lanza para Virgin el tema «Arriquitaun», interpretado por Emilio Lain, que fue un éxito internacional. También en esta década trabaja estrechamente con Carlos Juan Casado, director de Virgin, conociendo a Keith Richards el guitarrista de The Rolling Stones.
También a principios de los ochenta es cuando Pedro Almodóvar comienza a filmar Pepi, Luci, Bom y otras chicas del montón, en la cual entre otras personas recaudaron dinero para que esa película se llevara a cabo. Miguel Ángel Capi produce en esta etapa los discos de Fabio McNamara, trabajando con el artista Luis Miguélez entrando de lleno en la denominada movida madrileña.

"Almodóvar y McNamara me dedicaron una canción que se llamaba Satanasa. Habla de que yo me pasaba el día en uno de los dos bares que había en Chueca: el Ras. Yo no he visto desenfreno en esos bares: he visto a Antoñito Flores escuchando música, a pandillas que se juntaban a tomar algo."
Miguel Ángel Arenas (2016) 

En el año 1981, conoce al publicista Andy Warhol en la ciudad de Madrid: "Estuvimos en una fiesta en casa de Manolo March, todas los modernos que éramos algo entonces en Madrid, yo salía entonces con la Casa Costus (Las Costus, Tino Casal, Fabio McNamara, Manolo Cáceres, Pablo Pérez-Mínguez) y asistimos a esta fiesta que se había organizado con motivo de la exposición que Fernando Vijande había organizado al artista pop". Con Pablo Pérez-Mínguez colabora en diferentes ocasiones en la captación de modelos para sus exposiciones y libros.
En 1983 participa en la creación del mítico programa de Televisión Española La Bola de Cristal dirigido por Lolo Rico. Como relata Miguel Ángel: "Lolo y yo nos conocimos porque le busqué una casa y durante seis meses, fuimos vecinos. Pasamos mucho tiempo hablando de proyectos, luego Lolo, creó ese inolvidable programa que todo el mundo conoce".
Además de la música y el cine comenzó a ejercer nuevas labores de artes plásticas. En el año 1985 es comisario de la exposición del Valle de los Caídos de Costus en la Casa de Vacas del Retiro. En el libro "Madrid Hoy" editado por la Comunidad de Madrid se menciona a Capi como uno de los 100 artistas más influyentes de la movida madrileña. Posteriormente participa como ponente en diferentes conferencias organizadas por la Universidad Menéndez Pelayo, Universidad de El Escorial y la Universidad de Alcalá.
A finales de la década de los ochenta conoce en Cádiz a Luisa Isabel Álvarez de Toledo y Maura, XXI Duquesa de Medina Sidonia, y más conocida como "la Duquesa Roja", con quien forja una estrecha amistad pasando largas estancias en el Palacio de Sanlúcar de Barrameda durante tres años. De ahí que Miguel Ángel haya sido reclamado en biografías de la aristócrata.

#### Años 1990
Al final de la década de los ochenta y principios de los noventa se independiza de la industria discográfica y forma su primera compañía musical. Durante la producción del disco de flamenco de la cantaora María Vargas conoce a Alejandro Sanz a quien lanzará al estrellato en los siguientes años. Con este descubrimiento el productor es reclamado por multinacionales para ejercer labores de asesoramiento artístico entre ellas Universal Music Group. También en esta etapa produce a artistas de culto como Arturo Pareja Obregón y comienza a apostar por cantautores jóvenes que no habían entrado en el mercado masivo de la música como Miguel Dantart. También realiza la producción del álbum Carbono 14 del dúo Vainica Doble.
Con el disco Más de Alejandro Sanz bate récords de ventas consiguiendo vender más de catorce millones de discos. Esta década junto a Sanz está repleta de éxitos y giras en España y América. Su voz se hace muy respetada en la alta industria discográfica obteniendo galardones como los premios Ondas, el premio de la Música a mejor productor, premios Amigo, discos de oro y discos de platino.
También continua su interés artístico colaborando en la preparación de exposiciones retrospectivas de Costus y potenciando la obra de nuevos artistas plásticos. Se hace habitual en los cursos de verano de la Universidad de Alcalá preparando ponencias sobre la industria de la música.
En el área audiovisual colabora en los especiales de Navidad de Televisión Española de Alejandro Sanz y realiza el primer DVD musical de la historia en España con un concierto de la gira del álbum Más en Barcelona. A finales de los 90 participa con declaraciones en documentales sobre la Movida para televisiones internacionales. Finalmente graba el álbum Arturo Pareja Obregón con dicho cantante y pianista. Empieza una nueva etapa en la que afronta nuevos horizontes como la literatura, el cine, la televisión y comenzando una relación con el humanista Antonio López Herreros conocido en internet por su pseudónimo visual N.2..1.

#### Años 2000
A principios de los años 2000 publica el material Anécdotas de él conmigo mismo una autobiografía de su experiencia personal y profesional con Alejandro Sanz que detalla gran cantidad de anécdotas divertidas: desde los inicios del joven madrileño hasta el «Corazón partío», pasando por grabaciones en Londres, Venecia y Roma, o comentarios de estrellas como Paco de Lucía, José María Cano o Miguel Bosé. 
En esta nueva etapa firma a los artistas Compañía Lírica Pópera para Universal consiguiendo disco de platino por las ventas en el 2005, protagonizando dichos artistas una campaña de Navidad para El Corte Inglés. También la actriz Victoria Abril contrata los servicios del productor para publicar un disco de Bossa nova con Sony BMG. La actriz es demandada por el productor por incumplimiento de contrato y condenada por los tribunales a abonar los servicios prestados al productor. En el 2006 también produce el álbum Lo más importante para Rosario Mohedano. Tras colaboraciones en programas de televisión, debates y tertulias, empieza a ser muy popular entre el público y retoma su prestigio en América donde es conocido por su carrera como productor musical. 

#### Años 2010
En 2010 el productor da el salto al mundo digital y abre una cuenta de Twitter. También produce Nativos Digitales un álbum musical interpretado por Escolanía del Recuerdo. En 2012 firma para Sony Music Spain al cantautor Salvador Beltrán. También para esta compañía realiza el tributo a Alejandro Sanz Y si fueran ellas interpretado por cantantes como Marta Sánchez, Thalia o La Mari de Chambao. 
A partir del año 2013 junto con su socio y compañero Antonio López Herreros (Antwone), productor de Internet y jurista de propiedad intelectual, funda Los Ángeles de Música, una compañía de entretenimiento nacida a raíz de la combinación de la industria del contenido con los Angels Investors. Concebida como la primera incubadora de startups musicales, presentada por su socio previamente en Silicon Valley (California), una versión actualizada en su labor de cazatalentos. El primer ejemplo se muestra en 2014 con el grupo Bromas Aparte, un grupo de cinco jóvenes músicos, intérpretes y compositores, convirtiéndose así en la primera banda de rock en forma de startup, pionera del género #MillennialsRock, título con el que han bautizado el primer álbum publicado el 21 de octubre de 2015 la icónica fecha nombrada en la película Regreso al Futuro (Back to the future). En 2017 el proyecto Los Ángeles de Música cesa su actividad.